# Born to Ride - E ti bastano 2 ruote
Born to Ride - E ti bastano 2 ruote è stato un programma televisivo italiano, trasmesso da Italia 2 dal 4 dicembre 2012 al 2017. Ha assunto questo titolo a partire dalla seconda edizione, dopo aver debuttato col titolo Riders' Cafè - E ti bastano 2 ruote.

## Format
Il programma è incentrato sulle motociclette, sui viaggi e sugli stili di vita. Propone in ogni puntata un viaggio compiuto a bordo della moto, utilizzando il tutto per raccontare luoghi e storie. La narrazione del viaggio, che utilizza un registro simile alla docu-fiction, è inframezzata da alcune rubriche fisse dedicate al mondo della motocicletta, tra cui uno spazio riservato ai video personali dei telespettatori. Il programma è ideato e condotto da Roberto Parodi, il quale è affiancato nella conduzione da Daniele Magni, e da Veronica Calilli (nella prima edizione) ed Eleonora Pedron (nella seconda). La terza edizione è condotta solo da Parodi, tuttavia due nuove rubriche vedono due nuovi protagonisti, il pilota Giacomo Lucchetti, e il rapper Marco Berardi. Nella quarta serie Giacomo Lucchetti e Kevin Ferrari affiancano Parodi mentre nella quinta serie Parodi conduce da solo.

## Struttura
Ogni puntata è strutturata con una "viaggio-puntata", compiuto da Roberto Parodi.
Per quanto riguarda la prima stagione, il materiale riguardante i viaggi in Africa, è stato interamente girato da Parodi e dai suoi amici, Andrea Maestri e Francesco Veneziani, prima che il programma iniziasse (a volte, anni prima) e senza alcun supporto tecnico, pertanto lo stile è necessariamente amatoriale e "reale". Nelle stagioni successive il materiale girato nel viaggio da Milano a Dakar (seconda stagione), e nell'Himalaya (terza stagione), sono ancora auto-girati da Parodi e dai suoi compagni di viaggio, con piccole telecamere mobili (GoPro) e a volte smartphone.
La struttura cambia di stagione in stagione.
Prima stagione
Il "viaggio" è arricchito da diverse rubriche:
- Consigli del Magni, condotta da Daniele Magni, un meccanico milanese che spiega come conoscere la propria moto. La rubrica è in gran parte in dialetto milanese e sottotitolata;
- Polemizzatore, un tormentone (interpretato dallo stesso Roberto Parodi e da suo figlio Pietro, travestito da "biker ribelle"), che polemizza su argomenti vicini alla vita dei motociclisti;
- Cuori a due cilindri, dove Roberto Parodi incontra personaggi più o meno famosi, ma che hanno una storia da raccontare, o si reca a raduni ed eventi motociclistici;
- I vostri 16 mm: video amatoriali generati dagli spettatori del programma;
- King of Cool: recensione su abbigliamento e accessori moto;
- On the Run: dedicata a notizie e report su eventi e raduni;
- Biker Movie: un film "corto" fatto da un film-maker professionista, sull'argomento moto;

Al termine di ogni puntata viene proposto e commentato un libro di moto o di viaggio, non necessariamente su argomento motociclistico.
Seconda stagione
Il "viaggio" (Milano-Dakar e l'Elefantentreffen) è sempre la struttura portante della puntata, ed è stato diviso in tre spezzoni da 7 minuti ciascuno, affiancato dalle seguenti rubriche, che saranno presenti anche nella terza serie:
- I consigli del Magni;
- Cuori a due cilindri;
- I vostri 16 mm.

Al termine della puntata, il commento di un libro e la discussione di tematiche squisitamente motociclistiche.
Terza stagione
Il "viaggio" è compiuto in India e Tibet e vede Roberto Parodi, Andrea Maestri e Andrea Giussani, raggiungere la strada più alta del mondo, in Ladakh, su tre motociclette di fabbricazione indiana, sempre in autosufficienza e senza mezzi d'appoggio.
Compaiono, inoltre, tre nuove rubriche, inserite allo scopo di avvicinarsi ad un pubblico più giovane:
- La staccata, presentata da Giacomo Lucchetti, dove il pilota spiega le tecniche di guida su due ruote unendo tecniche da pilota di Gran Premio e suggerimenti stradali.
- Corto raggio, sempre presentata da Giacomo Lucchetti, è uno spazio a disposizione degli utenti che inviano idee, foto e percorsi dei loro viaggi del cuore, brevi (uno o due giorni) e realizzabili con budget limitato e generalmente in Italia.
- Young to Ride, presentata da Marco Berardi è uno spazio focalizzato sulla passione dei giovani motociclisti che questo ventenne rapper romano va a scoprire e ad intervistare nel loro ambiente - spesso di borgata - tra Roma e Tivoli, città di cui Berardi è originario.

La presenza delle rubriche già presenti nelle edizioni precedenti, I consigli del Magni (che incontra ospiti che raccontano le loro disavventure motociclistiche), I Cuori a de cilindri e I vostri 16mm, insieme alla recensione finale di un libro di viaggio, allungano la durata del programma ad 1 ora e 5 minuti.
Quarta stagione
I viaggi sono due: il principale si svolge in Cile e Argentina, mentre il secondo è all'Isola di Man durante il Tourist Trophy. La durata delle puntata è approssimativamente un'ora. Lucchetti conduce una rubrica dedicata alla preparazione ai gran premi mentre Kevin Ferrari conduce "Born to Jump", rubrica focalizzata sulle sue esperienze e la sua vita di giovane freestyler.
Quinta stagione
La quinta stagione vede tre viaggi, uno in Tunisia, uno al Wheels&Waves a Biarritz e uno a Capo Nord. La trasmissione è più corta e sintetica (25 minuti) e composta da due spezzoni di viaggio intervallati da una rubrica (Cuore a due cilindri). La quinta serie ha un nuovo regista, Andrea Livio, che partecipa anche come uno dei tre protagonisti-motociclisti nei viaggi del programma.